# Chlorid platičitý
Chlorid platičitý je chemická sloučenina se vzorcem PtCl4, je to červenohnědá pevná látka.

## Příprava a reakce
Chlorid platičitý se připravuje nejčastěji zahříváním kyseliny hexachloroplatičité, která se získává rozpouštěním platiny v lučavce královské:
H2PtCl6 → PtCl4 + 2 HCl
Po odstranění nadbytku kyseliny krystaluje z roztoku chlorid platičitý ve formě červených krystalů pentahydrátu PtCl4·5H2O, který lze dehydratovat zahříváním na teplotu nad 300 °C v proudu suchého chloru. Pentahydrát je stabilní a slouží jako komerční forma PtCl4.
Působením vodných roztoků hydroxidů vzniká hexahydroxoplatičitý ion [Pt(OH)6]2−. Zahříváním uvolňuje chlor a vzniká chlorid platnatý:
PtCl4 → PtCl2 + Cl2

## Struktura
Chlorid platičitý se skládá z oktaedrických jednotek PtCl6, které tvoří polymer. Polovina chloridů je můstkových a propojuje atomy platiny. Rozpouštění PtCl4 je možné pouze pokud dojde k přerušení můstkových vazeb Pt-Cl. Přídavkem HCl vzniká H2PtCl6. Známe i adukty typu cis-PtCl4L2, ty se ale nejčastěji připravují oxidací platnatých solí.

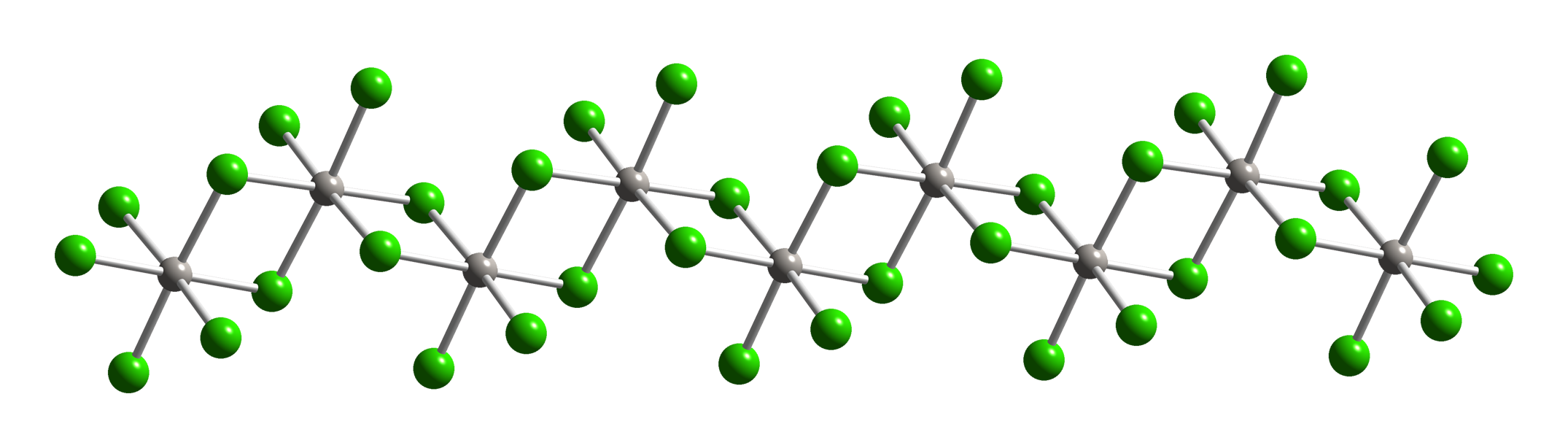
Struktura polymerního PtCl_{4}